# Joe's Bed-Stuy Barbershop: We Cut Heads
Joe's Bed-Stuy Barbershop: We Cut Heads è un film del 1983, scritto e diretto da Spike Lee.
È il primo lungometraggio realizzato da Spike Lee, come parte della tesi di laurea alla New York University. Fu presentato in concorso al Festival di Locarno e vinse un Pardo di Bronzo per il miglior film. Inoltre vinse lo Student Academy Award e fu il primo saggio finale di uno studente di cinema ad essere selezionato per la manifestazione New Directors/New Films del MoMA.

## Trama
Joe Ballard (Horace Long) gestisce a Brooklyn un salone da barbiere che in realtà è la copertura per una ricevitoria del lotto clandestino. Joe sogna di arricchirsi, ma i guadagni illeciti della ricevitoria vanno tutti al boss del quartiere.
Un giorno Joe ruba al racket delle scommesse tutto il ricavato delle puntate. Scoperto il grosso ammanco gli esattori capiscono che il colpevole è lui e lo uccidono dopo averlo seviziato, quindi gettano il suo corpo per strada.
Il negozio è affidato a Zacharia Homer (Monty Ross), socio di Joe, che pensa di gestire un'attività onesta. Ma ogni cliente che entra nel negozio si taglia i capelli, quindi vuole fare una puntata, e al rifiuto di Zacharia se ne va.
Dopo molti clienti persi Zacharia si convince che è proprio il lotto ad attirare la clientela. Inoltre Ruth (Donna Bailey), sua moglie, si lamenta per la scarsità di soldi.
Dopo aver riflettuto, per non chiudere il negozio, Zacharia accetta di riprendere le giocate clandestine.

## Produzione
Il film fu prodotto dalla nonna materna di Spike Lee, Zimmie Shelton, che coprì il budget della pellicola (10.000 dollari). Anche Pamm Jackson, ex compagna di classe di Lee e narratrice del cortometraggio Last Hustle in Brooklyn, partecipò alla produzione. Inoltre parte delle attrezzature fu offerta gratuitamente dalla NYU, come consuetudine per i lavori degli studenti laureati.
Il ruolo del protagonista, Zacharia, fu interpretato da Monty Ross, conosciuto da Lee al college, che in seguito diventerà il suo produttore di fiducia.
Spike Lee appare nel film come attore, con lo pseudonimo Stuart Smith.

### Riprese
Le riprese durarono un mese, e furono effettuate in una vera sala da barba allora frequentata da Spike Lee. La troupe poteva effettuare le riprese solo la domenica.
Il fonico del film è Ang Lee, in seguito famoso regista di film come La tigre e il dragone e Tempesta di ghiaccio.

## Accoglienza
Il film ricevette delle buone critiche, tanto che la First Run Features decise di distribuirlo nelle sale cinematografiche. Il film fu così invitato in vari festival. La stampa statunitense iniziò a conoscere Spike Lee, e lo etichettò come «Giovane autore newyorkese d'origine afroamericana».

## Riconoscimenti
- 1983 Academy Motion Pictures Arts and Sciences Student Academy Award (primo premio)
- 1983 Festival di Locarno (Pardo di Bronzo)